# Горова Людмила Володимирівна
Людмила Володимирівна Кучернюк (у шлюбі — Горова; нар. 15 вересня 1975, с. Воробіївка, Хмельницька область) — українська поетеса, письменниця. Авторка віршів «Враже», «Дівчата дівчатам» та «Кримський міст».

## Життєпис
Народилася 15 вересня 1975 року в селі Воробіївка, нині Ямпільської громади Шепетівського району Хмельницької области України.
Закінчила Вінницький національний медичний університет ім. М. І. Пирогова, пройшла інтернатуру в педіатрії. Працювала в гуртовій торгівлі, медичною представницею та бізнес-тренеркою в фармацевтичних компаніях.
У шлюбі з Русланом Горовим.

## Творчість
Авторка чотирьох збірок віршів «Віршенята-кошенята» (2019), «Віршинки» (2021), «Конотопська абетка» (2021, всі три для дітей), «Сію тобі в очі» (2022; перекладена японською і французькою мовами).
Друкувалась у дитячому журналі «Пізнайко». Займалась поетичним перекладом та адаптацією англомовних дитячих пісень для каналу «Першосвіт».
Вірш «Враже»
22 квітня 2022 року Людмила Горова на своїй сторінці в Facebook запостила авторський вірш «Враже», який за лічені години набув неабиякої популярності. Згодом рівненський альт-поп гурт «Енджі Крейда» опублікував на YouTube однойменну пісню за віршем. Станом на 20 лютого 2023 року кліп отримав більше 12 мільйонів переглядів і потрапив у тренди відеохостингу.
29 травня 2022 року твір прозвучав на виставі Олександра Вітра «Смак сонця».
Перекладений польською, англійською, німецькою, білоруською, грузинською, японською і французькою мовами.